# Élections législatives de 1919 dans le Nord (secteur de Dunkerque)
Les élections législatives de 1919 dans le Département du Nord (Secteur de Dunkerque) se déroulent le 16 novembre 1919.

## Circonscription
Aucune, élection au niveau du département.

## Contexte
Le mode de scrutin utilisé est le système mixte majoritaire-proportionnel dans le cadre du département .

## Résultats
- Député sortant : Adolphe-Édouard Défossé (Radical-socialiste)

| Candidat       | Candidat                | Parti    | Premier tour | Premier tour | Second tour | Second tour |
| Candidat       | Candidat                | Parti    | Voix         | %            | Voix        | %           |
| -------------- | ----------------------- | -------- | ------------ | ------------ | ----------- | ----------- |
|                | Adolphe-Édouard Défossé | FR       | 126 169      | 33,73        |             |             |
|                |                         |          |              |              |             |             |
| Inscrits       | Inscrits                | Inscrits | 507 094      | 100          |             |             |
| Votants        | Votants                 | Votants  | 374 022      | 73,75        |             |             |
| Blancs et nuls |                         |          |              |              |             |             |
| Exprimés       |                         |          |              |              |             |             |
|                |                         |          |              |              |             |             |

- - Aucun député représentant le secteur Dunkerquois de 1919 à 1924.